# Tony Chapman
Anthony 'Tony' Chapman is een Britse drummer en was vooral actief in de jaren 60. Hij speelde in een van de eerste Rolling Stones line-ups, waarna hij werd vervangen door Charlie Watts. Tony speelde met de Rolling Stones in 1962 live in Bexley op het Sidcup Art College en hij was de eerste drummer van de Stones bij het eerste officiële optreden op 12 juli 1962 in de Marquee Club in Londen.
Tony Chapman was de persoon die Bill Wyman introduceerde bij de Stones, Chapman zat in Wyman zijn band The Cliftons. Chapman ontdekte dat de Stones muzikanten zochten en hij vond ze bij de Wetherby Arms op de King's Road in Chelsea, daar oefenden de Stones. Hij en Bill Wyman kwamen opdagen voor een auditie en, hoewel beiden vonden dat de bluesstijl niet echt aansprak en dat de naam van de band wat raar was, gingen ze akkoord met een plek in de band. Na een korte periode had Chapman toch het gevoel niet echt te passen bij de soort muziek die de band wilde spelen en verliet de Stones. Hij vormde een eigen band, The Preachers en Charlie Watts nam zijn plek over bij de Stones. 
Chapmans band, The Preachers, had een minder experimentele stijl. Het was ook een van de eerste bands van Peter Frampton. De muziek werd geproduceerd door Bill Wyman. Na The Preachers werd Chapman de drummer van The Herd, weer samen met Peter Frampton en Andy Bown (die later met Status Quo beroemd werd).